# Fran Carles
Francisco José Pardo Garrido, más conocido como Fran Carles (Linares, 17 de marzo de 1990 - ibídem, 8 de julio de 2016) fue un futbolista español que desarrolló toda su carrera en el Linares. También era entrenador de categorías inferiores. Un jugador de los ahora llamados todocampista, por su facilidad para ocupar las tres posiciones de la medular: Buen recuperador de balones y bajador como un pivote, buen distribuidor de juego como un mediocentro, y buen último pase con facilidad goleadora como un mediapunta.[cita requerida]

## Biografía
Desde muy joven formó parte de las categorías inferiores del Club Deportivo Linares. El fútbol le venía de sangre ya que su padre Ignacio Pardo Venteo, alias Carles (fallecido a los 49 años el 27 de agosto de 2008), jugó en Segunda B en los 90 con el club azulillo, y también su hermano mayor Ignacio Pardo Garrido jugó en el Linares. 
Fran Carles tuvo una progresión meteórica y con 17 años ya jugaba en Segunda B con el equipo de su ciudad. Forjado en los escalafones del club, tras la desaparición del Club Deportivo Linares en 2009, Fran fue uno de los pilares sobre los que el nuevo Linares Deportivo crearía su proyecto deportivo para volver, desde las ligas provinciales y en solo 7 temporadas, de nuevo a Segunda B. Fran marcó el gol que abrió el camino de ese ascenso ante el Castellón, en casa, en el play-off de la temporada 2015/16, después los azulillos ganarían también en el partido de vuelta en Castalia.
Fran Carles estaba destinado a lucir en la temporada 2016/17 el brazalete como primer capitán de la plantilla, pues había anunciado su retirada Francisco Pérez Pérez, alias Chico, futbolista en activo del fútbol español hasta esa temporada con mayor edad (43 años). El veterano central y el joven linarense no pudieron vivir el momento del traspaso de la capitanía, como estaba previsto, por los fatídicos acontecimientos que se sucedieron mientras Fran Carles estaba de vacaciones en la Costa del Sol.

## Fallecimiento
El martes 5 de julio de 2016, sufrió, estando de vacaciones en la Costa del Sol, un accidente en el gimnasio al caerle una pesa en el muslo, que desembocó en una rabdomiolisis. Su muerte estuvo rodeada de polémica por presuntas negligencias médicas, dado que visitó el martes un centro de salud en Mijas y el miércoles otro en Fuengirola, donde sólo le recetaron calmantes. Cuando llegó a Linares, la rabdomiolisis, que se hubiese detectado con un análisis de sangre, le provocó un fallo multiorgánico que le causó la muerte el 8 de julio de 2016.
El cuerpo sin vida del joven linarense fue despedido con honores en el campo municipal de Linarejos ante unos 4.000 fieles azulillos que desafiaron el calor para darle el último adiós al que siempre será su eterno capitán. 